# Billie Ray Martin
Billie Ray Martin (Amburgo, 1970) è una cantautrice tedesca.

## Carriera
Già cantante dei gruppi S'Express (Hey Music Lover) ed Electribe 101, iniziò la carriera solista nel 1993, collaborando con gli Spooky ed incidendo il singolo Persuasion.
Nello stesso anno la sua voce viene scelta dai Datura per i brani Devotion, Mystic Motion (remixato e lanciato come singolo house solo nel 1996) e The Passion.
Nella primavera del 1995 il singolo Your Loving Arms arriva al primo posto in Italia e nella Hot Dance Club Play rimanendovi per ben due settimane. Il brano, che vanta anche remixes di Roger Sanchez, Todd Terry e Junior Vasquez, viene incluso nell'album Deadline for my memories (1996), dal quale vengono estratti anche i singoli Running around town (3º posto nella Hot Dance Club Play), Imitation of Life, Space oasis e You & I (Keep Holding On). I singoli entrano tutti in classifica nel Regno Unito, dando visibilità all'album. Nell'autunno del '95 gli Individual, gruppo eurodance, si affidano alla sua voce per il brano Sky High.
Nel 1996 torna a collaborare con il gruppo dance italiano Datura nel singolo Mystic Motion (già inciso nel 1993) esibendosi anche dal vivo; il brano, ricampionato su base house, diventa un grande successo di quel genere nella stagione invernale e nella successiva primaverile (1996).
Il singolo Honey esce nel 1999 e ne viene realizzato un remix anche dai Deep Dish. Il brano viene riproposto nel 2003, arrivando alla 3ª posizione della Hot Dance Club Play.
Nel 2007 il brano Undisco me entra al 20º posto della Hot Dance Club Play e al 6º della Official Dance Chart.
Billie Ray Martin vanta collaborazioni con artisti come Vince Clarke, Mikael Delta, Hot Skates 3000, Slam, DJ Hell e Hard Ton.

## Album
- Electribal Memories con il gruppo Electribe 101 (1990)
- Four Ambient Tales (EP) (1993)
- Deadline for My Memories (1996)
- 18 Carat Garbage (2001)
- 18 Carat Garbage Demos (2002)
- Brm New Demos (2003)
- Recycled Garbage (2006)

## Singoli
- Persuasion (1993)
- Your Loving Arms (1995)
- Running Around Town (1995)
- Imitation of Life (1995)
- Space oasis (1996)
- You & I (Keep Holding On) (1997)
- Pacemaker (1998)
- Honey (1999)
- Systems Of Silence (2001)
- I've Never Been to Memphis (2001)
- Where Fools Rush In (2001)
- 18 Carat Garbage (2002)
- Honey '03 (2003)
- Disco Activisto - The First Two Singles (2004)
- Undisco Me (2007)
- The Crackdown (2010)
- Sweet Suburban Disco (2011)

## Collaborazioni
- Cantante dei brani degli S'Express Hey Music lover e Pimps Pushers Prostitutes (1989)
- Cantante nel brano di Julian Jonah It's a jungle of there (1990)[6]
- Persuasion, con la partecipazione di Spooky (1993)
- Devotion, Mystic Motion, The Passion, Datura feat. Billie Ray Martin (1993)
- Sky High, Individual feat. Billie Ray Martin (1995)
- Voce di supporto (Backing vocalist) nell'album di Wilson Pickett It's harder Now (1999)[7]
- I'm Not Keen con Mikael Delta (2002)
- No Brakes On My Rollerskates con Hot Skates 3000 (2005)
- Je Regrette everything, Hell feat. Billie Ray Martin (2005)
- Bright Lights Fading, Slam feat. Billie Ray Martin (2005)
- Push the button, Risquè 5 feat. Billie Ray Martin (2009)
- Sold life, Hard Tom e Billie Ray Martin (2011)